# Лукоянова, Екатерина Викторовна
Екатерина Викторовна Лукоянова (род. 6 ноября 1983 года в Зеленодольске) — российская конькобежка, мастер спорта России (2003). Выступала за ЦСП (Казань), ДЮСШ № 4 (Зеленодольск).

## Биография
Екатерина Лукоянова с малых лет занималась конькобежным спортом. В возрасте 18 лет она дебютировала на чемпионате России среди юниоров, а через год в 2002 году на взрослом уровне. Только в 2007 году заняла 6-е место на чемпионате России в спринтерском многоборье и на Кубке России она заняла 2-е места в забегах на 500 и 1500 м и 3-е места в командной гонке и в комбинации спринта. В сезоне 2007/08 Катя дебютировала на Кубке мира в дивизионе «В». Лучший результат на этапах Кубка мира — одиннадцатое место на дистанции 100 м в сезоне 2007/2008 года в общем зачёте.
В декабре 2007 года она заняла 4-е место в Коломне на чемпионате России в спринтерском многоборье, и попала в национальную сборную на участие в мировом первенстве. В январе 2008 года участвовала на спринтерском чемпионате мира в Херенвене, где заняла 27-е место. В марте на чемпионате России на отдельных дистанциях заняла 5-е место на дистанции 500 м и 8-е на 1000 м.
В 2009 году на чемпионате России по спринту стала 5-й, выиграла на Кубке России 500 м и 1000 м и участвовала в зимней Универсиаде в Харбине, где заняла лучшее 10-е место на дистанции 1000 м. С 2010 по 2012 годы была 6-й в спринте на Национальном чемпионате и заняла 4-е место в беге на 500 м, а в финале Кубка России 2011 года на дистанции 1000 м заняла 2-е место. Следующие два сезона Екатерина не показывала высоких результатов на чемпионате России и в апреле 2014 года завершила карьеру.

## Личная жизнь
Екатерина Лукоянова окончила Казанский Государственно-педагогический Университет в 2008 году. Прошла курсы повышения квалификации по направлению «Детский фитнес», все возрастные категории. После завершения карьеры в спорте работала инструктором по физической культуре в «МБДОУ детский сад 10 „Созвездие“ ЗМР РТ» города Зеленодольска, параллельно подрабатывала в фитнес-клубе. Увлекается активным отдыхом, путешествиями. В данное время живёт с семьёй в Казани и является представителем кондитерской компании, её муж трудится в строительной сфере, а дочь Алиса (2017 г.р.), которая встала на коньки в 2020 году, занимается гимнастикой, плаванием.